# Robert G. Edwards
Robert Geoffrey Edwards, CBE (27. září 1925, Manchester – 10. dubna 2013) byl britský fyziolog, průkopník v oblasti reprodukční medicíny a umělého oplodnění.
Společně s chirurgem Patrikem Steptoem (1913–1988) úspěšně vyzkoušeli nový koncept oplodnění ve zkumavce (in vitro fertilizace; IVF), díky němuž se narodila Louise Brown. V roce 2010 za něj získal Nobelovu cenu za fyziologii a lékařství.